# Кам'янецька угода
Кам'янецька угода — усні україно-шведські домовленості, складені наприкінці серпня 1655 року Богданом Хмельницьким та шведським послом Олександром Торкватом поблизу Кам'янець-подільської фортеці з метою узгодження спільних військових дій проти Речі Посполитої на західноукраїнських територіях.

## Передумови
У 1654 році шведська королева Христина I зрікається влади, тому престол переходить до Карла Х Густава. Ця подія знаменувала новий етап для розвитку україно-шведських дипломатичних відносин. Внаслідок незалежної політики України щодо білоруських територій, які входили у склад Великого Князівства Литовського, шведський король звертає свою увагу на Богдана Хмельницького та його військо, що сприяло подальшому встановленню зв'язку між керівником українських військ у Білорусі Іваном Золотаренком та Карлом Х. Україна та Швеція виявилися близькими через те, що шведи продовжували боротьбу з Річчю Посполитою, а Московське царство рухалося в протилежний бік — на примирення з поляками.
Богдан Хмельницький, передбачаючи близький вступ Швеції в боротьбу проти Польщі, готував свій військовий похід на території Західної України, бажаючи їх включення до складу Гетьманщини. Шведський король передавав через абата Данила Олівеберга де Грекані свої наміри жодним чином не миритися з поляками, навіть навпаки — воювати з ними, що підкріплювало впевненість Хмельницького. Гетьман виявився правим у своїх розрахунках, адже претензії Карла Х Густава заволодіти польським престолом у липні 1655 року призвели до Північної війни між Швецією та Польщею. Тому 11 липня 1655 року похід на західноукраїнські землі було розпочато. Богдан Хмельницький виступив разом з московськими військами на чолі з Василем Бутурліном в напрямку Кам'янець-Подільської фортеці.

## Укладення угоди
Просування україно-російських військ відбувалось досить успішно. На початку серпня 1655 року козацькі війська дійшли до Кам'янця, взяли його в облогу. Однак підкорити місто не вдалося. Під час цих подій шведський король Карл Х Густав направив до польового табору, де перебував Богдан Хмельницький, свого посла — Олександра Торквата. Саме з цим послом відбувалося усне складання Кам'янецької угоди. Переговори між Хмельницьким і Торкватом здійснювалися усно і таємно з метою зберегти стретегічно важливу інформацію в секреті. Цим посольством Карл Х Густав прагнув налагодити контакт з Хмельницьким, обернути козацькі війська на свій бік у боротьбі з польськими військами під контролем Станіслава Потоцького. Також посол Торкват привіз від шведського короля заклик до козаків щодо ведення активних бойових дій на територіях Галичини та Малопольщі. На момент прийому Хмельницьким посольства Олександра Торквата Швеція вже завоювала Варшаву та збиралася йти на Краків.
Привезений Торкватом заклик шведського короля вплинув на те, що Богдан Хмельницький все ж вирішив негайно відійти від Кам'янця-Подільського та вирушити в напрямку Львова, де на той час перебували війська Станіслава Потоцького. Угода передбачала не тільки спільний військовий наступ козацьких та шведських військ на західноукраїнські території, але і приєднання визволених внаслідок цього земель до складу Гетьманщини. Це також мало забезпечити подальше узгодження своїх дій між козаками та шведами. До того ж шведська сторона мала дотримуватися зобов'язання не перетинати своїми військами правобережжя Вісли. Окрім встановлення контакту з козаками, шведський король також намагався розділити Гетьманщину та Московське царство, адже вважав Москву майбутнім суперником за польські території. Таким чином між Гетьманщиною та Швецією було ухвалено угоду, що не була оформлена та укладена формально, однак починаючи з кінця серпня 1655 року повноцінно діяла. Це була україно-шведська угода військового характеру, укладена без втручання та відому Московського царства, що було визначено таємним характером угоди.

## Результати
Внаслідок ухвалення усної угоди, Богдан Хмельницький вирушає до Львова, покинувши Кам'янець, про що було засвідчено в листі від 24 серпня 1655 року для Карла Х Густава, додатково дякуючи за обіцяні шведським королем «довір'я, захист і дружбу». Хоч угода і мала реальну вагу, проте, її усний характер та відсутність належного документування дозволяло досить легко порушити всі обговорені між Торкватом та Хмельницьким положення. Через це Карл Х Густав змінив свій погляд на територіальний розподіл західноукраїнських земель, адже на фоні військових успіхів шведського війська почав втрачати інтерес до підтримки з боку козаків. У своїх листах за 30 жовтня і 8 листопада шведський король вимагав від Богдана Хмельницького зняття облоги зі Львова та відступити, припинивши подальше просування Польщею, що було порушенням укладених раніше домовленостей.
Хмельницький відступив від Львова, обійшовшись лише викупом в сумі 60 тис. злотих за місто. Проте, це спричинило виникнення напруги та нестабільності у подальших дипломатичних відносинах зі Швецією. До прикладу, Богдан Хмельницький звертався до московського царя Олексія Михайловича у червні 1656 року щодо посягань Швеції на ті землі, які Хмельницький прагнув бачити своїми.
Про це свідчить його лист від 12 червня 1656 року до московського царя, що був присвячений встановленню кордонів Зокрема, Хмельницький апелював до свого статусу підданого московського царя. Таким чином Гетьман прагнув дипломатично спонукати Карла Х до сприятливого для себе вирішення територіальних суперечок. Однак це питання так і залишилося незакритим.